# Disco Elysium
Disco Elysium es un videojuego de rol desarrollado y publicado por ZA/UM. El juego está inspirado en los juegos de rol de Infinity Engine, y fue diseñado y escrito por el novelista estonio Robert Kurvitz. Fue lanzado para Microsoft Windows el 15 de octubre de 2019, con el lanzamiento de una versión mejorada: Disco Elysium The Final Cut para PlayStation 4 y PC el 31 de marzo de 2021 y con una futura versión para Xbox One y Nintendo Switch a finales de 2021. Disco Elysium recibió una reacción extremadamente positiva por parte de los críticos, quienes celebraron sus sistemas narrativos y de conversación. Fue nominado y ganó varios premios, incluyendo el premio a mejor narrativa en los The Game Awards de 2019.

## Jugabilidad
Disco Elysium es un videojuego de rol de mundo abierto y con una mecánica de juego centrada en los diálogos. El juego se presenta en una perspectiva isométrica en la que se controla el personaje del jugador. El jugador toma el papel de un detective en un caso de asesinato que sufre de amnesia inducida por el alcohol y las drogas.
La jugabilidad no presenta combate en el sentido tradicional; en cambio, se maneja a través de árboles de diálogo y verificaciones de habilidades. Hay cuatro habilidades principales en el juego: intelecto, psique, físico y motricidad, y cada habilidad tiene seis habilidades secundarias distintas para un total de 24. El jugador mejora estas habilidades a través de los puntos de habilidad obtenidos al subir de nivel, y puede aumentar una habilidad temporalmente al equipar una pieza de ropa. La mejora de estas habilidades ayuda al personaje del jugador a pasar las pruebas de habilidad, pero también podría dar lugar a efectos negativos y peculiaridades del personaje. Por ejemplo, un personaje jugador con Drama alto puede detectar y fabricar mentiras de manera efectiva, pero también puede volverse propenso a la histeria y la paranoia. Del mismo modo, la Electroquímica alta protege al personaje del jugador de los efectos negativos de las drogas y proporciona conocimiento sobre ellas, pero también puede conducir al abuso de sustancias y otros comportamientos autodestructivos.
Disco Elysium presenta un sistema de inventario secundario, el Gabinete de Pensamiento. Los pensamientos se pueden desbloquear a través de conversaciones con otros personajes, así como a través de diálogos internos dentro de la mente del personaje del jugador. El jugador es capaz de "internalizar" un pensamiento a través de una cierta cantidad de horas en el juego, lo que, una vez completado, le otorga al jugador beneficios permanentes pero también ocasionalmente efectos negativos.

## Ambientación
Disco Elysium tiene lugar en la ciudad ficticia de Revachol en la cadena de islas Insulindias, específicamente en el distrito de Martinaise que está plagado de pobreza, crimen y corrupción. Cincuenta años antes del inicio del juego, existió un movimiento que tuvo éxito en derrocar a la vieja monarquía que controlaba la ciudad, e incluso formó una comuna socialista después, pero pronto se derrumbó por una invasión de una alianza de naciones capitalistas que se llamaban a sí mismas "la Coalición", que querían detener la comuna. Desde entonces, Revachol ha sido designada Región Administrativa Especial bajo la Coalición, que tiene un fuerte control sobre la economía local de la ciudad y mantiene su autonomía al mínimo. Una de las pocas funciones gubernamentales que Revachol tiene permitido es, la de mantener la ley y el orden diarios, que es tarea de la Milicia de Ciudadanos de Revachol (MCR). Al comenzar como una brigada voluntaria de ciudadanos, el MCR ha crecido y evolucionado hasta convertirse en una fuerza policial semiprofesional.
El protagonista controlado por el jugador es un detective de MCR enviado para investigar el asesinato de un hombre que fue encontrado colgado de un árbol. Se cree que el asesinato está relacionado con una huelga sostenida por el poderoso sindicato local de trabajadores portuarios. Sin embargo, poco después de llegar, el detective entra en una borrachera prolongada alrededor del distrito de Martinaise después de un colapso emocional. El juego comienza después de que se despierta con una resaca severa en su habitación de motel destrozada sin recordar quién es. Ahora depende del jugador resolver el caso de asesinato y guiar al detective a redescubrir su identidad llenando agujeros en su memoria.

## Recepción
Disco Elysium recibió "aclamación universal" según el agregador de reseñas Metacritic, siendo elogiado por sus sistemas narrativos y de conversación. PC Gamer elogió el juego por su profundidad, libertad, personalización y narración de historias y lo calificó como uno de los mejores juegos de rol en la PC. [1] IGN elogió el mundo abierto del juego y lo comparó favorablemente con The Witcher 3 y Red Dead Redemption 2, a pesar de ser mucho más pequeño. [25] El Washington Post dijo que el juego está "notablemente bien escrito". GameSpot le otorgó un 10 de 10, su primer puntaje perfecto desde 2017. PCGamesN escribió que el juego estableció nuevos estándares de género para los sistemas de exploración y conversación. En contraste, Eurogamer criticó el juego por no ofrecer suficientes opciones en juegos de rol y por una clara falta de enfoque.
El juego fue nominado para cuatro premios en The Game Awards 2019 y ganó todos ellos, más que cualquier otro juego en el evento. Slant Magazine, USGamer, PC Gamer, y Zero Punctuation lo eligieron como su juego del año, mientras que Time lo incluyó como uno de sus 10 mejores juegos de la década de 2010.

### Premios
| Año  | Premio                             | Categoría                                           | Resultado | Ref    |
| ---- | ---------------------------------- | --------------------------------------------------- | --------- | ------ |
| 2019 | Premios Golden Joystick            | Juego definitivo del Año                            |           | [ 15 ] |
| 2019 | Fun & Serious Game Festival        | Mejor RPG                                           |           | [ 16 ] |
| 2019 | Fun & Serious Game Festival        | Juego indie del Año                                 |           | [ 16 ] |
| 2019 | The Game Awards 2019               | Narrativa mejor                                     | Ganador   | [ 9 ]  |
| 2019 | The Game Awards 2019               | Juego Independiente mejor                           | Ganador   | [ 9 ]  |
| 2019 | The Game Awards 2019               | Función mejor-Jugando Juego                         | Ganador   | [ 9 ]  |
| 2019 | The Game Awards 2019               | Juego Indie fresco (ZA/UM)                          | Ganador   | [ 9 ]  |
| 2020 | Premios de Juego de la Nueva York  | Juego mejor del Año                                 |           | [ 17 ] |
| 2020 | Premios de Juego de la Nueva York  | Juego Indie mejor                                   | Ganador   | [ 17 ] |
| 2020 | Premios de Juego de la Nueva York  | Escritura mejor                                     | Ganador   | [ 17 ] |
| 2020 | 23.ª Planta anual D.I.C.E. Premios | Juego del Año                                       | Nominado  | [ 18 ] |
| 2020 | 23.ª Planta anual D.I.C.E. Premios | Consecución excepcional en Historia                 | Nominado  | [ 18 ] |
| 2020 | 23.ª Planta anual D.I.C.E. Premios | Juego que Juega función del Año                     | Nominado  | [ 18 ] |
| 2020 | 23.ª Planta anual D.I.C.E. Premios | Consecución excepcional para un Juego Independiente | Nominado  | [ 18 ] |
| 2020 | 23.ª Planta anual D.I.C.E. Premios | Consecución excepcional en Diseño de Juego          | Nominado  | [ 18 ] |
| 2020 | 23.ª Planta anual D.I.C.E. Premios | Consecución excepcional en Dirección de Juego       | Nominado  | [ 18 ] |
| 2020 | NAVGTR Awards                      | Juego del Año                                       | Nominado  | [ 19 ] |
| 2020 | NAVGTR Awards                      | Dirección de arte, Contemporáneo                    | Nominado  | [ 19 ] |
| 2020 | NAVGTR Awards                      | Gameplay Diseño, IP Nueva                           | Nominado  | [ 19 ] |
| 2020 | NAVGTR Awards                      | Juego, la función Original que Juega                | Nominado  | [ 19 ] |
| 2020 | NAVGTR Awards                      | Escritura en una Obra                               | Nominado  | [ 19 ] |
| 2020 | Game Developers Choice Awards      | Narrativa mejor                                     | Nominado  | [ 20 ] |
| 2020 | Game Developers Choice Awards      | Arte visual mejor                                   | Nominado  | [ 20 ] |
| 2020 | Game Developers Choice Awards      | Debut mejor (ZA/UM)                                 | Nominado  | [ 20 ] |
| 2020 | Game Developers Choice Awards      | Premio de innovación                                | Nominado  | [ 20 ] |